# Ядарит
Ядарит — минерал, боросиликат лития и натрия с гидроксилом. Химическая формула: LiNaSiB3O7(OH). Белого цвета. Найден группой исследователей из компании Rio Tinto в шахте вблизи реки Ядар в Сербии в 2004 году при изучении горючих сланцев неогенового возраста. Новый минерал довольно твёрдый и имеет очень маленькие кристаллические зёрна — до 5 микрометров. Флуоресцирует розово-оранжевым цветом при воздействии УФ-лучей.
Химический состав минерала близок к составу вымышленного минерала криптонит, упоминание которого встречается в комиксах про Супермена, из-за чего ядарит иногда называют этим именем. Но в отличие от вымышленного материала в фильме, минерал не содержит фтора, не испускает электромагнитное излучение и имеет белый, а не зелёный цвет. 
Формирование ядарита требует специфических условий: наличия богатого литием вулканического стекла и глинистых минералов. Такие условия встречаются крайне редко, что объясняет редкость этого минерала.